# La muerte de Eurídice
La muerte de Eurídice es un cuadro del pintor Erasmus Quellinus II, realizado en 1630, que se encuentra en el Museo del Prado. Fue encargo de Felipe IV a Rubens y su taller para la decoración de la Torre de la Parada, casa de recreo situada en los montes del Pardo. El proyecto decorativo, en el que también participaron otros autores como Velázquez, se ejecutó a partir de 1636, cuando se enviaron desde Amberes a Madrid más de sesenta obras.

## El tema
Entre las abundantes historias sobre Orfeo, una de las más conocidas es la que se refiere a la muerte de su esposa Eurídice, al ser mordida por una serpiente, según cuenta Ovidio en el libro X (5-10) de las Metamorfosis.
En las orillas del río Estrimón, Orfeo se lamentaba amargamente por la pérdida de Eurídice de modo que las ninfas y los dioses lloraron y le aconsejaron que descendiera al inframundo (catábasis) en busca de su amada. Durante su camino, Orfeo tuvo que sortear muchos peligros; empleando su música, hizo detenerse los tormentos del inframundo (por primera y única vez), y, llegado el momento, ablandó los corazones de Hades y Perséfone, los dioses del inframundo, que permitieron a Eurídice que volviera con Orfeo al mundo de los vivos, con la condición de que él caminase delante de ella y no mirase atrás hasta que hubieran alcanzado el mundo superior y los rayos de sol bañasen a la mujer.
A pesar de sus ansias, Orfeo no volvió la cabeza en todo el trayecto: ni siquiera se volvía para asegurarse de que Eurídice estuviera bien cuando pasaban junto a un demonio o corrían algún otro peligro. Orfeo y Eurídice llegaron finalmente a la superficie. Entonces, ya por la desesperación, Orfeo volvió la cabeza para ver a su amada; pero ella todavía no había sido completamente bañada por el sol, y aún tenía un pie en el camino del inframundo, así que se desvaneció en el aire, y esa vez para siempre. 
Erasmus Quellinus II, discípulo de Rubens, sigue con fidelidad los bocetos de su maestro, donados en 1889 por la duquesa de Pastrana. No obstante, Quellinus añade elementos como la serpiente que mordió a Eurídice o la lira identificativa de Orfeo, que ayudan a clarificar el tema.